# Fusilli

Fusilli crudos.

Los fusilli (en italiano “pequeños husos”) son un tipo de pasta con forma helicoidal, generalmente de cuatro centímetros de largo. El fusilli es casi idéntico a otras pastas denominadas rotini. Son similares ya que ambas tienen forma helicoidal pero el rotini es más grande y delgado que el fusilli. Se elabora en diferentes colores, mediante la adición de frutas o verduras en la pasta, por ejemplo si se le añade zanahoria se pone anaranjada, con espinaca adquiere un verde oscuro...
En España y Chile se le conoce como "espirales". También se les llama "tornillos" o "tornillitos" dada su forma helicoidal similar a dichos materiales. En Argentina y Uruguay son muy consumidos y generalmente se les llama "tirabuzones".

## Usos
Por ser una pasta con formas helicoidales se convierte en ideal para acompañar platos con salsas y sustancias líquidas, su mayor superficie ayuda a retener mayores sustancias. Se emplea también en ensaladas.